# ليزا فرنانديز
ليزا فرنانديز (Lisa Fernandez) هي لاعبة أولمبية لرياضة كرة لينة من الولايات المتحدة. شاركت في الأولمبياد الصيفي في 1996–2004، وفازت بما مجموعه 3 ميداليات.

## الميداليات
| ذهب | فضة | برونز | المجموع |
| 3   | 0   | 0     | 3       |

## روابط خارجية
- ليزا فرنانديز على موقع اللجنة الأولمبية الدولية (الإنجليزية)
- ليزا فرنانديز على موقع أوليمبيديا (الإنجليزية)
- ليزا فرنانديز على موقع اللجنة الأولمبية والبارالمبية الأمريكية (الإنجليزية)
- ليزا فرنانديز على موقع قاعة كاليفورنيا للمشاهير الرياضية (الإنجليزية)